# أنيمال فيس أوف
أنيمال فيس أوف (بالإنجليزية: Animal Face-Off)‏ أو المواجهة الحيوانية وقد برنامج تلفزيوني أمريكي يعرض مواجهة حيوانات مختلفة ضد بعضها وتحلل من يكون المنتصر في هذا المواجهات بشكل علمي، وقد تم عرض 12 حلقة من البرنامج على قناة ديسكوفري وأنيمال بلانت في 2004. وثم تم عرض البرنامج في قناة سبيس باور بترجمة السبتايتل العربية.

## الحلقات
| الحلقة | الحيوانات                                 | الموقع                 | الفائز               |
| ------ | ----------------------------------------- | ---------------------- | -------------------- |
| 1      | قرش أبيض كبير ضد تمساح المياه المالحة     | شاطئ شمال أستراليا     | قرش أبيض كبير        |
| 2      | فيل الأحراش الأفريقي ضد وحيد القرن الأبيض | متنزه سيرينغيتي الوطني | فيل الأحراش الأفريقي |
| 3      | أسد آسيوي ضد ببر بنغالي                   | الهند                  | الأسد الآسيوي        |
| 4      | فرس النهر ضد قرش الثور                    | نهر زمبيزي             | فرس النهر            |
| 5      | كوجر ضد الذئب الرمادي                     | جبال الروكي            | الكوجر               |
| 6      | الفظ ضد الدب القطبي                       | القطب الشمالي          | الفظ                 |
| 7      | الدب البني ضد النمر السيبيري              | سيبيريا                | الدب البني           |
| 8      | الأسد الأفريقي ضد تمساح النيل             | محمية مازي مارا        | تمساح النيل          |
| 9      | الأناكوندا الخضراء ضد اليغور              | نهر الأمازون           | الأناكوندا الخضراء   |
| 10     | غوريلا جبلية ضد نمر إفريقي                | الغابات الكونغولية     | الغوريلا الجبلية     |
| 11     | الدب الأسود الأمريكي ضد القاطور الأمريكي  | إيفرجلادز              | الدب الأسود الأمريكي |
| 12     | حوت العنبر ضد سبيدج ضخم                   | المحيط المتجمد الجنوبي | حوت العنبر           |

## روابط خارجية
- أنيمال فيس أوف على موقع IMDb (الإنجليزية)
- أنيمال فيس أوف على موقع قاعدة بيانات الفيلم (الإنجليزية)